# آواها (آلبوم)
آواها (به انگلیسی: Voices) نام یک آلبوم استودیویی توسط ونگلیس است که در ۲۴ اکتبر ۱۹۹۵ (‎۲ آبان ۱۳۷۴ ه. ش) منتشر شد.

## قطعات آلبوم
- Voices - 7:01
- Echoes - 8:23
- Come to Me - 4:33
- P.S. - 2:06
- Ask the Mountains - 7:53
- Prelude - 4:25
- Losing Sleep - 6:41
- Messages - 7:39
- Dream in an Open Place - 5:56